# Dallas Barr
Dallas Barr is een Belgisch-Amerikaanse stripreeks die begonnen is in september 1996 met de Amerikaan Joe Haldeman als scenarist en Mark Van Oppen als tekenaar.

## Albums
Alle albums zijn geschreven door Joe Haldeman en getekend door Mark Van Oppen.
| Nummer | Titel                   | Uitgever(s)        |
| ------ | ----------------------- | ------------------ |
| 1      | Dodemanshand            | Dupuis, Le Lombard |
| 2      | Als er geen hemel is... | Dupuis, Le Lombard |
| 3      | Eerste kwartier         | Dupuis, Le Lombard |
| 4      | Nieuwe maan             | Dupuis, Le Lombard |
| 5      | Anna van de 1000 dagen  | Dupuis, Le Lombard |
| 6      | Sarabande               | Le Lombard         |
| 7      | De laatste wals         | Le Lombard         |